# Hordeum murinum subsp. leporinum
Hordeum murinum subsp. leporinum, comummente conhecida como cevada-das-lebres, é uma subespécie de planta com flor, pertencente à família das Poáceas e ao tipo fisionómico dos terófitos.
A autoridade científica da subespécie é (Link) Arcang., tendo sido publicada em Compendio della Flora Italiana 805. 1882.

## Nomes comuns
Além do nome «cevada-das-lebres», é ainda conhecida pelos seguintes nomes comuns: cevada-dos-ratos, erva-de-espiga, erva-molar (não confundir com as espécies Holcus mollis e Holcus lanatus, que consigo partilham este nome), falsa-cevada ou rengo.

### Etimologia
Quanto ao nome científico desta espécie:
- O nome genérico, Hordeum, provém do latim, hordĕum, e significa «cevada».[7]
- O epíteto específico, murinum, também provém do latim, tratando-se de uma declinação do étimo, mūrīnus, e significa «da cor do rato; cinzento como rato».[8]
- O epíteto subespecífico, leporinum, provém do latim, leporum[9], que é uma declinação do étimo, lĕpŭs, que significa «lebre».[10]

## Descrição
É uma planta anual, que remata em tufos densos. Tem um caule glabro e cilíndrico, com entrenós salientes, a que se chama colmo. Os colmos da cevada-dos-ratos podem chegar até aos 70 centímetros de altura, têm um feitio que pode variar entre o vertical-erecto ou o ligeiramente arqueado, em forma de joelho. 
A prefoliação é enrolada, ao passo que as folhas propriamente ditas são tendencialmente glabras, apresentam uma coloração que se matiza em tons verde-amarelados, com uma textura áspera junto às margens.  As folhas pautam-se ainda pelas estreitas aurículas, que são amplexicaules e visíveis desde a primeira folha, estando dotadas de uma lígula membranácea e curta.
A inflorescência da cevada-dos-ratos é uma espiga densa, que pode chegar até aos 12 centímetros de comprimento, tem um formato oblongo e conta com uma ráquis articulada. A floração ocorre de abril a Junho.
Quanto às espiguetas, estas dispõem de flores, que se encontram reunidas em grupos de três, sendo que a flor a central é hermafrodita e pedicelada, caracterizando-se ainda pelas glumas ciliadas. As flores laterais são masculinas ou estéreis, pautando-se por terem a gluma superior ciliada e a inferior setiforme.
O fruto desta planta é uma cariopse, cujo formato alterna entre o oblongo e o cilíndrico-oblongado, sendo que o mesmo adere às glumelas.

## Distribuição
Trata-se de uma espécie presente em grande parte do continente europeu, na Ásia, na bacia Mediterrânica, incluindo o Norte de África e na Macaronésia. 

### Portugal
Trata-se de uma subespécie presente no território português, nomeadamente em Portugal Continental, no Arquipélago dos Açores e no Arquipélago da Madeira. Com efeito, em Portugal Continental marca presença em praticamente todas as zonas do território, salvo o Noroeste montanhoso, as duas zonas do Nordeste, a Terra Fria Transmontana, o Centro-leste montanhoso, o Centro-sul arrabidense, o Sudoeste montanhoso e o arquipélago das Berlengas.
Em termos de naturalidade é nativa de Portugal Continental e do Arquipélago da Madeira e invasora no Arquipélago dos Açores.

### Ecologia
Trata-se de uma espécie ruderal e rupícola, que medra em terrenos áridos e ermos sáfaros, podendo encontrar-se, também, na orla de caminhos.

## Protecção
Não se encontra protegida por legislação portuguesa ou da Comunidade Europeia.